# Sally Hawkins
Sally Cecilia Hawkins (přechýleně Hawkinsová; * 27. dubna 1976, Dulwich, Londýn, Spojené království) je britská divadelní, filmová a rozhlasová herečka.

## Život
Narodila se v rodině autorů a ilustrátorů dětských knih Jacqui a Colina Hawkinsových, kteří pocházejí z irských katolických rodin. Po kariéře herečky poprvé zatoužila ve třech letech po návštěvě cirkusu. Navštěvovala Dívčí školu Jamese Allena (James Allen's Girls' School) a v roce 1998 absolvovala herectví na Royal Academy of Dramatic Art.

## Kariéra

### Divadlo
Svojí kariéru zahájila jako divadelní herečka. Objevila se v projektech jako je Romeo a Julie, Mnoho povyku pro nic a Sen noci svatojánské. V roce 2010 se objevila v broadwayské hře Živnost paní Warrenové. V divadle Royal Court si v roce 2012 zahrála ve hře Constellations.

### Film
Poprvé si zahrála ve filmu režiséra Mika Leigha Všechno nebo nic v roce 2002. Ve spolupráci s Leighem pokračovala, v roce 2004 si zahrála vedlejší roli ve filmu Vera Drake a později hlavní roli ve filmu Happy-Go-Lucky. Za tuto roli získala ceny Zlatý glóbus a Stříbrného medvěda na Berlínském mezinárodním filmovém festivalu.
Dále si zahrála ve filmech Made in Dagenham (2010) a Paddington (2014). Zahrála si ve dvou filmech Woodyho Allena Kasandřin sen (2007) a Jasmíniny slzy (2013), za výkon ve filmu získala nominaci na Oscara a Filmovou cenu Britské akademie. V roce 2017 si zopakovala roli Mary Brown ve filmu Paddington 2 a zahrála si roli Elisy Esposito ve fantazijním filmu Tvář vody. Za roli získala nominaci na Oscara a Filmovou cenu Britské akademie. V roce 2022 účinkovala v hlavní roli objevitelky ostatků Richarda III. Philippy Langleyové ve filmu Stephena Frearse Ztracený král.

## Filmografie

### Filmy

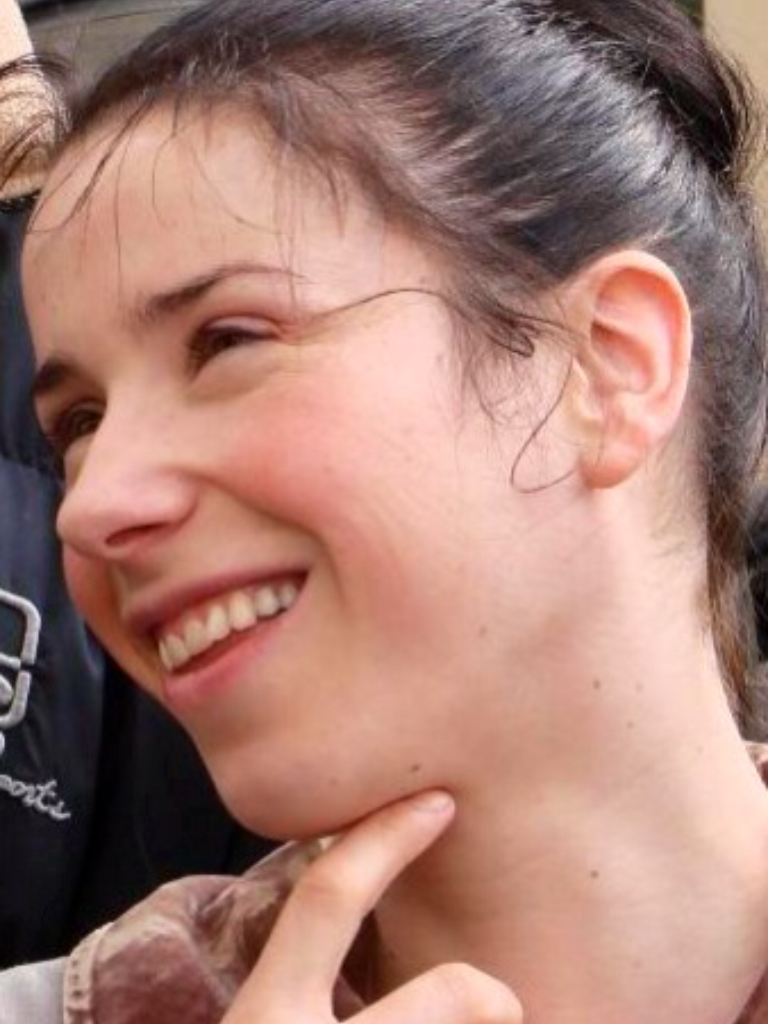
Sally Hawkins při natáčení

| Rok  | Název                                | Role                | Poznámky              |
| ---- | ------------------------------------ | ------------------- | --------------------- |
| 1996 | Mirror, Mirror                       | Jenny               | krátkometrážní film   |
| 1999 | Star Wars: Epizoda I – Skrytá hrozba | vesničanka          | neuvedena v titulcích |
| 2002 | Všechno nebo nic                     | Samantha            |                       |
| 2004 | Vera Drake - Žena dvou tváří         | Susan Wells         |                       |
| 2004 | Po krk v extázi                      | Slasher             |                       |
| 2006 | Hollow China                         | Terri               | krátkometrážní film   |
| 2007 | Kasandřin sen                        | Kate                |                       |
| 2007 | Rovnice smrti                        | Elly Carpenter      |                       |
| 2008 | Happy-Go-Lucky                       | Poppy Cross         |                       |
| 2009 | Škola života                         | Sarah Goldman       |                       |
| 2009 | Květ pouště                          | Marylin             |                       |
| 2009 | Navěky šťastni                       | Maura               |                       |
| 2010 | Báječný život po životě              | Linda / Gitali      |                       |
| 2010 | Neopouštěj mě                        | slečna Lucy         |                       |
| 2010 | Vyrobeno v Dagenhamu                 | Rita O'Grady        |                       |
| 2010 | Jmenuji se Oliver Tate               | Jill Tate           |                       |
| 2011 | Hrdličky                             | Holly               |                       |
| 2011 | Jana Eyrová                          | paní Reed           |                       |
| 2012 | Nadějné vyhlídky                     | paní Joe            |                       |
| 2013 | Něco jako Vánoce                     | Olga                |                       |
| 2013 | Telefonát                            | Heather             | krátkometrážní film   |
| 2013 | Jasmíniny slzy                       | Ginger              |                       |
| 2013 | Dvojník                              | recepční            | cameo role            |
| 2014 | Godzilla                             | Dr. Vivienne Graham |                       |
| 2014 | X+Y                                  | Julie Ellis         |                       |
| 2014 | Paddington                           | Mary Brown          |                       |
| 2016 | Maudie                               | Maud Lewis          |                       |
| 2017 | Tvář vody                            | Elisa Esposito      |                       |
| 2017 | Paddington 2                         | Mary Brown          |                       |
| 2019 | Godzilla II Král monster             | Dr. Vivienne Graham |                       |
| 2019 | Věčná krása                          | Jane                |                       |
| 2021 | Spencer                              | Maggie              |                       |
| 2021 | Chlapec, kterému říkají Vánoce       | Vodol               |                       |
| 2022 | Ztracený král                        | Philippa Langley    |                       |
| 2023 | Wonka                                | matka Willyho Wonky |                       |
| 2023 | Kensukeho království                 | matka               | animovaný film        |

### Televize
| Rok       | Název                                   | Role              | Poznámky                                                    |
| --------- | --------------------------------------- | ----------------- | ----------------------------------------------------------- |
| 1999      | Casualty                                | Emma Lister       | díl: „To Have and to Hold“                                  |
| 2000      | Doctors                                 | Sarah Carne       | díl: „Pretty Baby“                                          |
| 2002      | Na špičce jazyka                        | Zena Blake        | 2 díly                                                      |
| 2003–2005 | Malá Velká Británie                     | Cathy             | 3 díly                                                      |
| 2003      | Promoted to Glory                       | Lisa              | televizní film                                              |
| 2003      | Mladí návštěvníci                       | Rosalind          | televizní film                                              |
| 2003      | Byron                                   | Mary Shelley      | televizní film                                              |
| 2004      | Bunk Bed Boys                           | Helen             | televizní film                                              |
| 2005      | Prstoklad                               | Susan Trinder     | 2 díly                                                      |
| 2005      | Dvacet tisíc ulic pod nebem             | Ella              | 3 díly                                                      |
| 2006      | Shiny Shiny Bright New Hole in My Heart | Nathalie          | televizní film                                              |
| 2006      | HG Wells: War with the World            | Rebecca West      | televizní film                                              |
| 2006      | Man to Man with Dean Learner            | Různé postavy     | 3 díly                                                      |
| 2007      | Vyznání Anny Elliotové                  | Anne Elliot       | televizní film                                              |
| 2007      | The Everglades                          |                   | také scenáristka, krátkometrážní televizní projekt          |
| 2011      | Little Crackers                         | mumie             | díl: „Barbara Windsor's Little Cracker: My First Brassiere“ |
| 2012      | Pokoj na koštěti                        | ptáček (hlas)     | krátkometrážní televizní projekt                            |
| 2014      | How and Why                             | Yvonne Hesselman  | neprodaný pilotní díl                                       |
| 2015      | Pan Větvík                              | pan Větvík (hlas) | krátkometrážní televizní program                            |
| 2016      | The Hollow Crown                        | Eleanor           | díl: „Henry VI, Part I“                                     |

### Divadlo
| Rok  | Název                            | Role            | Poznámky                                    |
| ---- | -------------------------------- | --------------- | ------------------------------------------- |
| 1998 | Accidental Death of an Anarchist |                 | Battersea Arts Centre                       |
| 1998 | Romeo a Julie                    | Juliet Capulet  | York Theatre Royal                          |
| 1999 | The Dybbuk                       | Leah            | Battersea Arts Centre                       |
| 1999 | The Cherry Orchard               | Anya Ranevskaya | York Theatre Royal                          |
| 1999 | Svejk                            | Unesený pes     | Gate Theatre                                |
| 2000 | Sen noci svatojánské             | Hermia          | Open Air Theatre                            |
| 2000 | Mnoho povyku pro nic             | Hero            | Open Air Theatre                            |
| 2001 | Misconceptions                   | Zoe             | Octagon Theatre                             |
| 2004 | Country Music                    | Lynsey          | Divadlo Royal Court                         |
| 2005 | The House of Bernarda Alba       | Adela Alba      | Národní divadlo Londýn                      |
| 2006 | The Winterling                   | Lue             | Divadlo Royal Court                         |
| 2010 | Živnost paní Warrenové           | Vivie Warren    | American Airlines Theatre                   |
| 2012 | Constellations                   | Marianne        | Divadlo Royal Court, Duke of York's Theatre |
| 2015 | Letters Live                     | Čtenářka        | Freemasons' Hall                            |